# جيمس ألان (قسيس)
جيمس ألان هو قسيس كندي، ولد في 7 أغسطس 1928، وتوفي في 26 يونيو 2013.